# Coroados (São Paulo)
Coroados  este un oraș în São Paulo (SP), Brazilia.